# 80-та стрілецька дивізія (СРСР)
80-та стрілецька дивізія (80-та сд) — військове з'єднання, стрілецька дивізія Збройних сил СРСР, що брала участь у Другій світовій війні. Входила до складу діючій армії у період з 24.09.1939 до 28.09.1939, з 8.01.1940 до 13.03.1940 і з 22.06.1941 до 19.09.1941.

## Історія
Сформована в 1924 році.
30 травня 1924 року дивізії було присвоєно ім'я Пролетаріату Донбасу.
В 1928 році мала у своєму складі 238-й, 239-й та 240-й стрілецькі полки. В липні наказом Революційної військової ради СРСР їм було присвоєно нові назви: 238-й полк став називатися 238-й стрілецький Маріупольський полк, 239-й — 239-й стрілецький Артемівський полк, а 240-й — 240-й стрілецький Червоно-Луганський полк.
4 травня 1934 року дивізія за «високі показники… у бойовій та військовій підготовці, а також її великі заслуги у справі згуртування навколо соціалістичного будівництва всього трудового населення як міста, так і села» була нагороджена орденом Леніна.
В 1939 році в Харківському військовому окрузі (ХВО) на базі 239-го стрілецького полку 80-ї сд була сформована 141-ша стрілецька дивізія.
З 24 по 28 вересня 1939 року брала участь у вторгненні СРСР до Польщі.
У лютому 1940 року була передислокована на північ і брала участь у бойових діях проти фінських військ у ході Радянсько-фінської війни. У складі 19-го стрілецького полку 7-ї армії в лютому 1940 року вона брала участь у прориві лінії Маннергейма на Карельському перешийку. 11 лютого війська цієї армії перейшли у наступ. 24-та сд діяла у районі між Муолаанярві та залізничної дороги, а 80-та стрілецька дивізія наступала напрямку залізничної дороги. Радянські війська прорвали лінію оборони фінів, проте на ділянці 19-о ск наступ закінчився невдало.
У червні 1940 року дивізія була включена до складу 49-го стрілецького корпусу 5-ї армії Південного фронту. 14 червня вона була зосереджена у районі Янчицев та Баговиця. 28 червня радянські війська почали операцію по захопленню території Північної Буковини та Бессарабії. 80-та сд переправилися через Дністер у районі Уст'ї, Сокіл і Великої Мукші та, пройшовши Ленківці і Кельменці, досягнула Новоселиці, Вовчинців і Лукачівки. Ввечері того ж року дивізія була перепідпорядкована 36-му стрілецькому корпусу. 29 червня вона досягнула району Баласінешти-Коржеуці, замінивши 49-ту танкову бригаду та розвернула власні полки по лінії Ширівці-Коржеуці-Куконешти.
З квітня 1941 року дивізія утримувалася за штатом № 04/100.

### Німецько-радянська війна
22 червня 1941 року у зв'язку з отриманими даними від місцевих органів НКВС про викидання противником парашутного десанту у районі Козова та північно-західніше Заліщиків 80-та сд, зосереджена у Тернополі, разом з частинами 49-го стрілецького корпусу була кинута на їх знищення.
9 липня 80-та і 139-та сд 37-го стрілецького корпусу зосередились у районі Панасівка та Філінці. 10 липня дивізія вела бій біля Ожарівки та Мшанця. Наступного дня 6-та армія отримала наказ нанести контрудар у напрямку Романовки та оволодіти районом Великі Браталови. До 18 годин 80-та сд успішно просунулась вперед і вийшла в район Носівка-Стетковці-Кірієвка. В подальшому до 14 липня вела бої з бердичівським угрупуванням німців, потім отримала наказ відійти на рубіж Рогинці-Кривошеїнці та зайняти там оборону. 16 липня її разом з іншими частинами 37-го ск висунули на козятинський напрямок із завданням призупинити просування противника. 18 липня корпус відкинув передові частини противника, після чого 80-та сд зайняла оборону в районі Журбинців та Прушинків.
Німці зосередили значні сили проти правого флангу 6-ї армії в районі Козятину. У зв'язку з цим було прийнято рішення відвести війська армії на новий рубіж. 37-й ск (80-та і 139-та сд) відводилися до ст. Ржевуська та Підоси.
25 липня 80-та стрілецька дивізія разом з усією 6-ю армією була підпорядкована командуванню Південного фронту. До цього часу у ній нараховувалося всього 4000 чоловік, 40 % полкової і дивізіонної артилерії було втрачено.
В кінці липня 6-та і 12-та армії були об'єднані в групу Понєдєліна, у складі якої дивізія брала участь в битві під Уманню. 6-та армія у цей час відійшла на рубіж Ліщинівка-Христинівка-Ягубець. 80-та сд 29 липня займала оборону біля Паланок. 30 липня фронт 6-ї армії був прорваний німцями, після чого 6-та та 12-та армії опинилися в оточенні. 2 серпня 80-та сд, як найбільш боєздатне з'єднання армії, була перекинута у напрямку Покотилове. 3 серпня вона з району Копенкувате намагалася пробитися до переправ через р.Ятрань біля Покотилове і Лебединки.
В результаті важких боїв дивізія була розгромлена, а її командир В. І. Прохоров потрапив до німецького полону.
19 вересня 1941 року була розформована як загибла.

## Бойовий склад
В період радянсько-фінської війни:
- 77-й стрілецький полк
- 153-й стрілецький полк
- 218-й стрілецький полк
- 375-й гаубичний артилерійський полк
- 307-й окремий танковий батальйон

На 22.06.1941:
- 77-й стрілецький полк
- 153-й стрілецький полк
- 218-й стрілецький полк
- 88-й артилерійський полк
- 144-й гаубичний артилерійський полк
- 140-й окремий винищувально-протитанковий дивізіон
- 141-й окремий зенітний артилерійський дивізіон
- 100-й розвідувальний батальйон
- 86-й саперний батальйон
- 25-й окремий батальйон зв'язку
- 32-й медико-санітарний батальйон
- 67-я окрема рота хімзахисту
- 40-й автотранспортний батальйон
- 12-й польовий автохлібзавод
- 400-та польова каса Держбанку

## Підпорядкування
- Південно-Західний фронт, 6-та армія, 37-й стрілецький корпус — на 22 червня 1941
- Південно-Західний фронт, 6-та армія, 37-й стрілецький корпус — на 1 липня 1941
- Південно-Західний фронт, 6-та армія, 37-й стрілецький корпус — на 10 липня 1941
- Південний фронт, 6-та армія, 37-й стрілецький корпус — на 1 серпня 1941[8]

## Командири
- Рогальов Федір Федорович
- Обисов Сидір Павлович (? — 18.07.1937), комбриг
- Рибаков Михайло Олександрович (? — ?), (комбриг)
- Зінов'єв Філіп Сергійович (лютий 1938 — серпень 1939)
- Монахов Семен Федорович (16.08.1939 — 20.02.1940), комбриг
- Прохоров Василь Іванович (02.1940 — 15.08.1941), генерал-майор

## Відомі воїни
- Андріянов Олександр Іванович, лейтенант, командир стрілецької роти 15-о стрілецького полку.
- Матвієнко Микола Юхимович, молодший комвзводу, командир взводу 307-о окремого танкового батальйону.
- Назаренко Володимир Афанасійович, лейтенант, командир роти 77-о стрілецького полку.